# Solomija Krušelnycka
Solomija Amvrosijivna Krušelnycka (ukrajinsky Соломія Амвросіївна Крушельницька, 23. září 1872, Biljavynci, dnes Čortkivský rajón — 16. listopadu 1952, Lvov) byla ukrajinská pěvkyně (sopranistka) a pedagožka.

## Biografie
Solomija Krušelnycka se narodila 23. září 1872 ve vesnici Biljavynci (dnes Čortkivský rajón, Ternopilská oblast, Ukrajina).
Po maturitě na gymnáziu vstoupila na Lvovskou konzervatoř, kde byl jejím profesorem Valery Wysocki.
Debutovala 15. dubna 1893 v Národním akademickém divadle opery a baletu v tehdy rakouském Lvově v Donizettiho opeře Favoritka.
Od roku 1895, kdy studovala ve Vídni, si vypracovala rozsáhlý repertoár z oper Richard Wagnera. Její poslední wagnerovská role byla Elsa v opeře Lohengrin v roce 1920.
Vystupovala také v Krakově a v sezóně 1895/1896 zpívala v Oděse. V roce 1896 přijala angažmá v Itálii, poté byla na turné po Jižní Americe. V letech 1898 až 1902 byla primadonou Velké opery ve Varšavě. V roce 1902 odjela do Paříže, kde vystupovala v Opéra national de Paris.
Posléze se přestěhovala do Itálie, kde se v roce 1910 provdala. Jejím manželem se stal právník a starosta města Viareggio, markýz Cesare Riccione.
V roce 1920, již jako světoznámá operní pěvkyně, náhle operní vystupování přerušila a věnovala se nadále jen sólovému koncertnímu zpěvu. Zpívala v osmi jazycích. Na svém posledním koncertu vystoupila v Římě roku 1929.
Giacomo Puccini nakreslil její portrét pojmenovaný "Nejkrásnější a okouzlující Madam Butterfly."
Zemřela 16. listopadu 1952 ve Lvově. Je pohřbená na Lyčakivském hřbitově.

## Odkaz
Po Krušelnycké bylo pojmenováno:
- Národní akademické divadlo opery a baletu ve Lvově (ukrajinsky Львівський національний академічний театр опери та балету імені Соломії Крушельницької).
- oblastní hudební škola v Ternopilu
- ulice v městech Bučač, Lvov, Stryj, Ternopil, Zoločiv, Kramatorsk a Kremenčuk